# 王准之
王 准之（おう じゅんし、太元3年（378年）- 元嘉10年6月8日（433年7月10日））は、東晋から南朝宋にかけての学者・官僚。字は元曾。本貫は琅邪郡臨沂県。

## 経歴
王訥之の子として生まれた。三礼の伝に明るく、語彙が豊富であった。琅邪国右常侍を初任とし、桓玄の下で大将軍行参軍をつとめた。桓玄が帝を称すると、准之は尚書祠部郎となった。義熙初年、尚書中兵郎に任じられ、劉裕の下で車騎中軍参軍事をつとめた。丹陽丞・中軍太尉主簿となり、山陰県令として出向して有能で知られた。盧循の乱の討伐に参加して、都亭侯に封じられた。劉裕の下で鎮西・平北・太尉参軍を歴任し、尚書左丞となり、琅邪郡大中正を兼ねた。
宋国が建てられると、御史中丞に任じられ、官僚たちに恐れられた。准之の曾祖父の王彪之（王彬の子）から、祖父の王臨之・父の王訥之を経て准之まで、4代にわたって御史中丞の職をつとめたことで知られた。かつて准之が五言詩を作ったところ、范泰が「卿はただ弾劾の事しか理解できないようだな」と嘲笑すると、准之はまじめな面持ちで「卿の家に代々雄狐（「好色乱倫の徒」の比喩、『詩経』斉風「南山」による）がいるのとは違うのだよ」と答えた。世子右衛率の謝霊運が殺人を犯した罪に連座して、免官された。
永初元年（420年）、劉裕が帝位につくと、准之は黄門侍郎に任じられた。永初2年（421年）、三年の喪について、鄭玄の礼の注釈により、学問的には27カ月と解釈されてきたが、晋初に王粛の議論が採用されて25カ月に変更されていた。准之は王粛の俗説を排するよう上申し、南朝宋の朝廷に採用された。
司徒左長史に転じ、始興郡太守として出向した。元嘉2年（425年）、江夏王劉義恭の下で撫軍長史となり、歴陽郡太守を兼ね、南豫州と撫軍将軍府の事務を代行した。まもなく入朝して侍中となった。元嘉3年（426年）、都官尚書に転じ、吏部の任を兼ねたが、官吏の人事に当を得ず、貴族たちの失望を買った。丹陽尹として出向した。准之は古い儀礼について訊ねられて答えられないことがなく、彭城王劉義康は准之の礼学を絶賛して、准之が2・3人いれば天下は治まるだろうと評した。准之は『儀注』を編纂して、以後の南朝で用いられた。
元嘉10年6月乙亥（433年7月10日）、死去した。享年は56。太常の位を追贈された。
子の王輿之は、征虜主簿となった。

## 伝記資料
- 『宋書』巻60 列伝第20
- 『南史』巻21 列伝第11